# Phtheochroa melasma
Phtheochroa melasma (лат.) — вид бабочек-листовёрток рода Phtheochroa из подсемейства Tortricinae.

## Распространение
Центральная Америка: Гватемала (Chejel).

## Описание
Размах крыльев 22—24 мм. Основная окраска землистая серовато-коричневая с беловатыми отметинами. Мужские гениталии с коротким и базально широким ункусом. Все жилки переднего крыла раздельные. В заднем крыле жилки R и M1 отходят раздельно. Вальва гениталий самцов длинная с дистальным отростком; эдеагус прямой, простой формы; ункус развит. Обнаружены только в июне. Впервые вид был описан в 1968 году под первоначальным названием Hysterosia melasma Clarke, 1968. Валидность видового статуса была подтверждена в 1994 году в ходе ревизии неотропических представителей рода, проведённой польским лепидоптерологом Йозефом Разовским (Józef Razowski; Institute of Systematics and Evolution of Animals, Polska Akademia Nauk, Краков, Польша)